# 120351 Beckymasterson
120351 Beckymasterson è un asteroide della fascia principale. Scoperto nel 2005, presenta un'orbita caratterizzata da un semiasse maggiore pari a 2,4446118 UA e da un'eccentricità di 0,3121792, inclinata di 4,34293° rispetto all'eclittica.